# Castrop-Rauxel
Castrop-Rauxel (pr.: /ˈkas·tʀɔp ˈʀaʊ̯k·sl̩/) è una città di 73 078 abitanti della Renania Settentrionale-Vestfalia, in Germania.
Appartiene al circondario di Recklinghausen.
Castrop-Rauxel possiede lo status di "Grande città di circondario" (Große kreisangehörige Stadt).

## Amministrazione

### Gemellaggi
Castrop-Rauxel è gemellata con:
- Wakefield, dal 1949
- Vincennes, dal 1961
- Kuopio, dal 1965
- Zehdenick, dal 1990
- Nowa Ruda, dal 1991
- Trikala, dal 2013
- Zonguldak, dal 2013